# كارلوس براتس
كارلوس براتس (بالإسبانية: Carlos Prats González) (و. 1915 – 1974 م) هو سياسي من تشيلي ولد في تالكاهوانو.

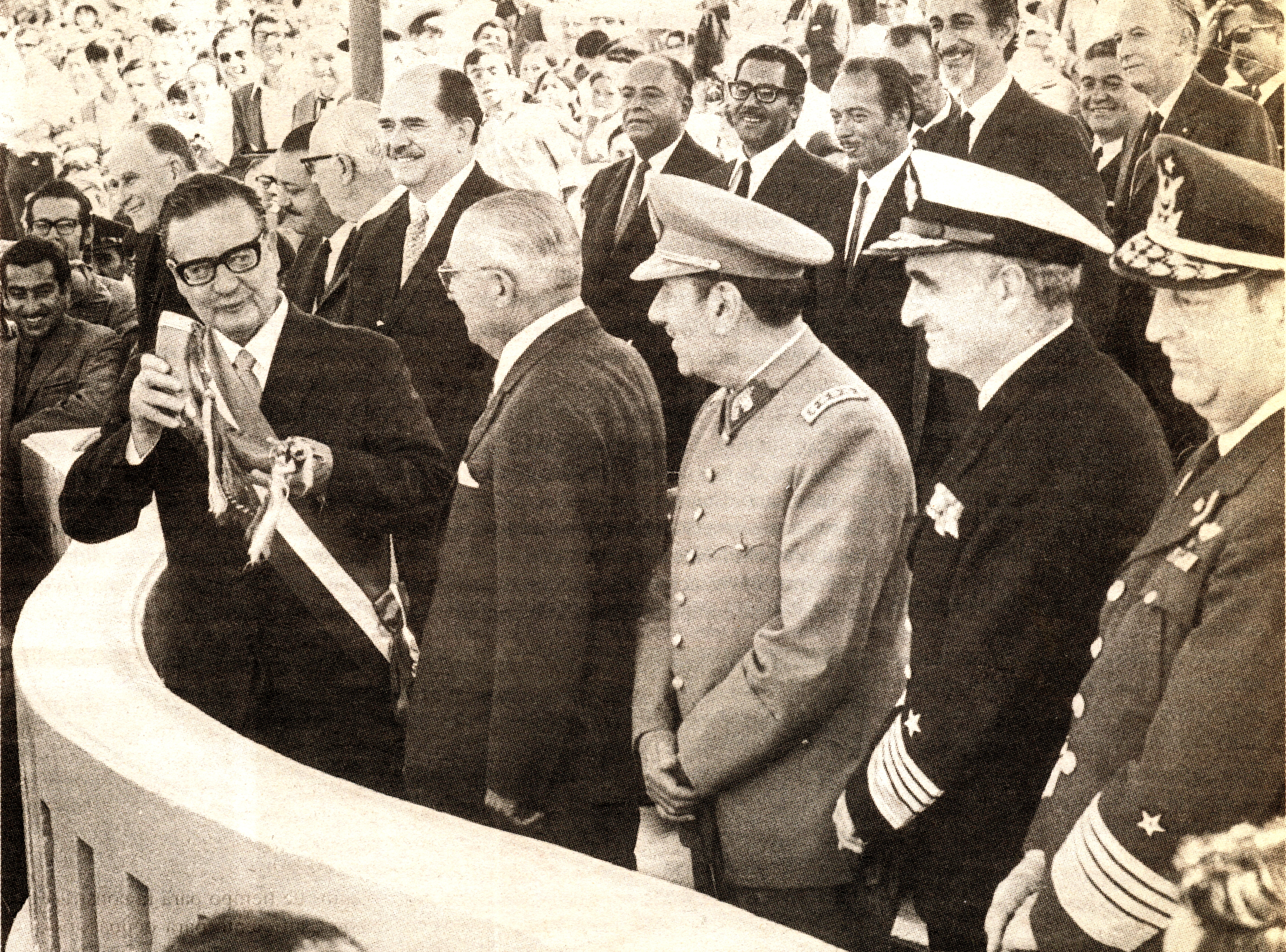
سلفادور أليندي مع كارلوس براتس وقادة آخرين من القوات المسلحة التشيلية خلال العرض العسكري.

## روابط خارجية
- كارلوس براتس على موقع مونزينجر (الألمانية)